# Liddy Oldroyd
Liddy Oldroyd est une réalisatrice britannique née le 16 juin 1955 à Guildford (Royaume-Uni), décédée le 27 juin 2002 à Londres (Royaume-Uni).

## Filmographie
- 1984 : Spitting Image (série télévisée)
- 1989 : Desmond's (en) (série télévisée)
- 1990 : Drop the Dead Donkey (en) (série télévisée)
- 1991 : S and M (série télévisée)
- 1991 : Paul Merton, the Series (série télévisée)
- 1992 : Terry and Julian (série télévisée)
- 1988-1992 : "After Henry" (1988) TV Series (en)
- 1994 : Paris (série télévisée)
- 1995 : Look at the State We're In! (feuilleton TV)
- 1996 : Holed
- 1996 : The Preventers (TV)
- 1997 : Underworld (série télévisée)
- 1999 : Boyz Unlimited (série télévisée)
- 2000 : Cinderella (TV)
- 2000 : The Wilsons (série télévisée)